# Stakčín
Stakčín (węg. Takcsány, rusińskie Стащін) – wieś gminna (obec) we wschodniej Słowacji, w powiecie Snina, w kraju preszowskim, w historycznym regionie Zemplin. W 2016 roku zamieszkiwało ją 2449 osób (2016). Powierzchnia wsi (gminy) wynosi 167,75 km².
Stakčín leży w dolinie rzeki Cirochy u podnóża Gór Bukowskich i pasma Wyhorlatu. Graniczy z Parkiem Narodowym Połoniny.

## Historia
W 1317 król węgierski Karol Robert ofiarował rozległe dobra przybyłemu z nim na Węgry rycerzowi Filipowi Drugetowi. Wśród nich znajdował się też Stakčín.
W 2 poł. XIV w. w wyniku intensywnego osadnictwa we wsi zaczęła dominować ludność rusińska. Od XV–XVI w. w Stakčínie istniała cerkiew prawosławna. W 1612 działał młyn wodny i tartak. W latach 1641–1645 epidemia cholery zmniejszyła o połowę liczbę mieszkańców. Znacznie pogorszyła się jakość życia, rozszerzyło się zbójnictwo. W 1657 nastąpił otwarty bunt przeciwko miejscowemu panu tzw. Rusińskie Powstanie. W 1703 mieszkańcy Stakčína przystąpili do Powstania Rakoczego przeciwko Habsburgom. W 1772 zbudowano cerkiew greckokatolicką rozebraną w 1957 w ramach tzw. Akcji P (likwidacji cerkwi greckokatolickiej w komunistycznej Czechosłowacji).
W 1806 właścicielem Państwa Stakčínskiego był baron Johan Fröhlinch.

## Świątynie

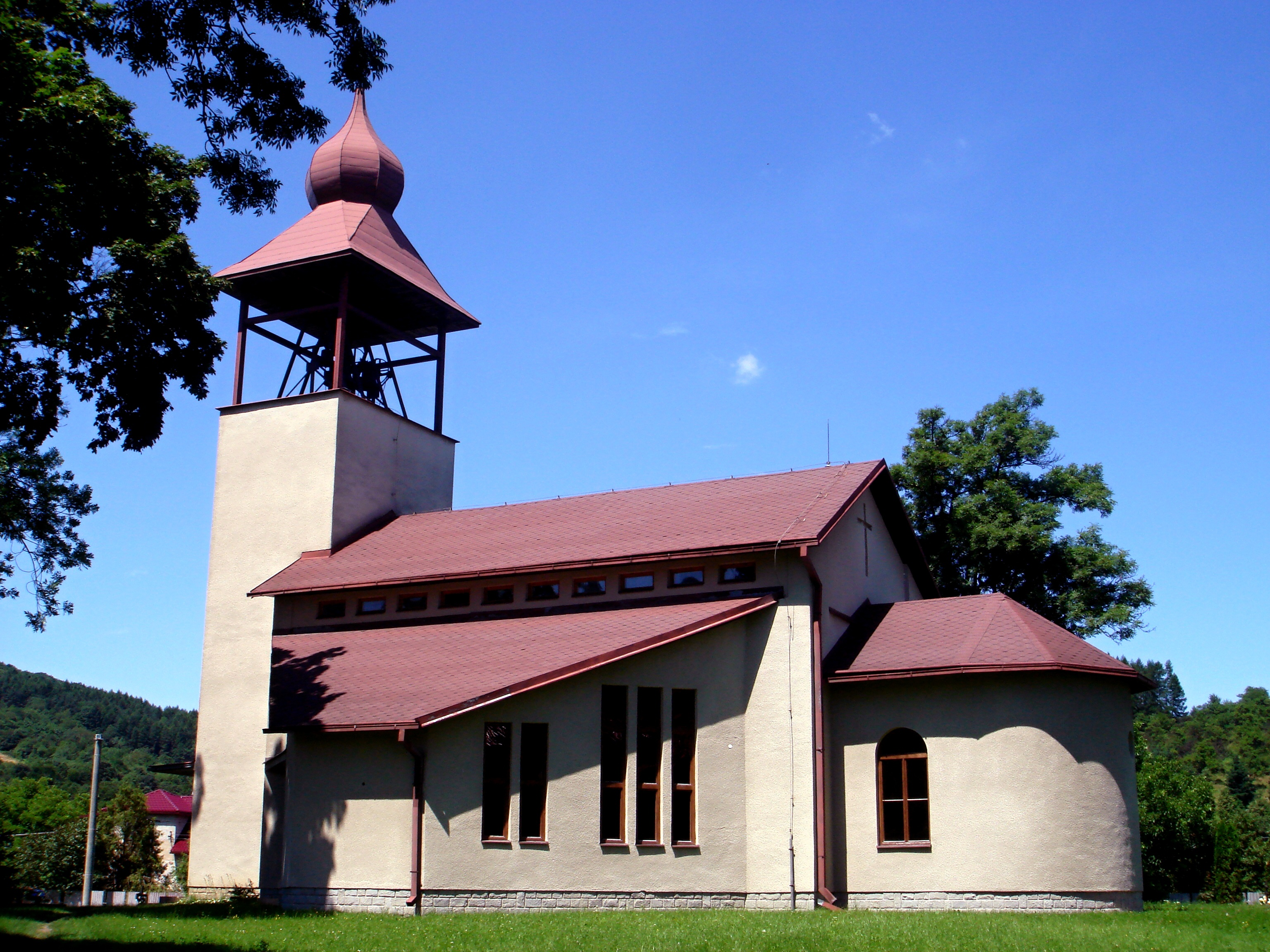
Cerkiew greckokatolicka Opieki Przenajświętszej Bogurodzicy

- kościół rzymskokatolicki Św. Piusa X z 1995 (filia parafii Św. Krzyża w Sninie)
- cerkiew prawosławna Św. Trójcy (XX w.)
- cerkiew greckokatolicka Opieki Przenajświętszej Bogurodzicy (1994) – zbudowana na miejscu cerkwi z 1772 zburzonej w 1957 w czasie zdelegalizowania cerkwi greckokatolickiej w komunistycznej Czechosłowacji

## Komunikacja
We wsi funkcjonuje komunikacja autobusowa i kolejowa. W Stakčínie kończy się zbudowana w 1909 linia kolejowa Humenné-Snina-Stakčín. Miejscowa stacja kolejowa jest najbardziej wysuniętą na wschód stacją kolejową na Słowacji.